# Jožef Malič
Jožef Malič, slovenski rimskokatoliški duhovnik in misijonar, * 18. marec 1884, Peč pri Sovodnjah, † 13. januar 1972, Este pri Padovi.

## Življenje in delo
Rodil se je kot deseti od petnajstih otrok v družini slovenskih kmetov v sedaj zamejskem kraju Peč pri Sovodnju ob Soči Jožefa Maliča in Marije Sedevčič.
Ni znano kje in kako je prišel v stik s salezijanci. Leta 1898 je bil v salezijanskem zavodu v kraju Cuorgne (Piemont), leto kasneje pa v Fagllizu (Piemont). Bogoslovje je študiral v Torinu, v duhovnika je bil posvečen leta 1899 v Ivreji (pokrajina Torino). Kot mašnik je prva leta preživel v Sloveniji, potem pa se je 1924 odločil za misijonarstvo. Enajst let je delal v čilskem mestu Punta Arenas. Tu je skrbel tudi za številne dalmatinske priseljence. Leta 1934 se je vrnil v Slovenijo ter deloval v raznih salezijanskih zavodih in župnijah (Veržej, Kodeljevo, Rudnik), tu je preživel tudi drugo svetovno vojno. Kot italijanski državljan se je 1950 vrnil v Italijo in bil kot spovednik nastanjen v kraju Chioggi. Zadnja leta je kot 80-letnik preživel v velikem salezijanskem zavodu v Esti pri Padovi.
Malič, ki je bil med prvimi Slovenci, ki so pred prvo svetovno vojno stopili v salezijansko družbo, je večino življenja preživel daleč stran od rojstne vasi, toda vsake počitnice je obiskoval domač kraj in pomagal tamkajšnjemu župniku. Prav zato so domačini želeli, da bi bil pokopan na domačem pokopališču. 16. januarja 1972 je bilo njegovo truplo prenešeno iz Este v Peč pri Sovodnju.